# Lista över konstmuseer och konsthallar i Stockholmsregionen
se även: Museer i Stockholm och Lista över museer i Stockholmsregionen
Lista över konstmuseer och konsthallar i Stockholmsregionen förtecknar utställningslokaler för bildkonst i Stockholm och dess omnejd.
För de museer, som ej ligger i Stockholms kommun, anges kommunnamn.

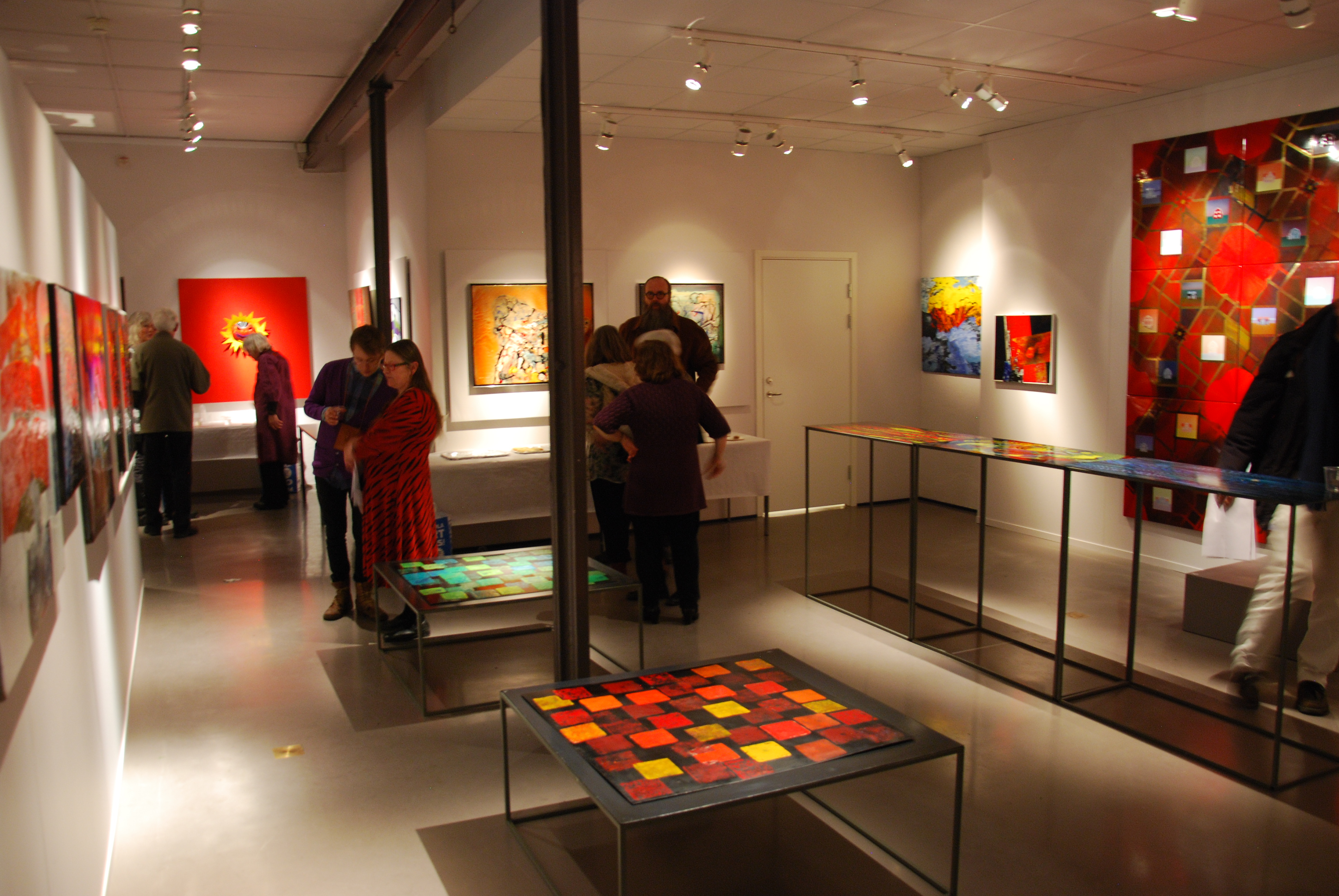
Emaljkonstutställning i Gustavsbergs porslinsmuseum

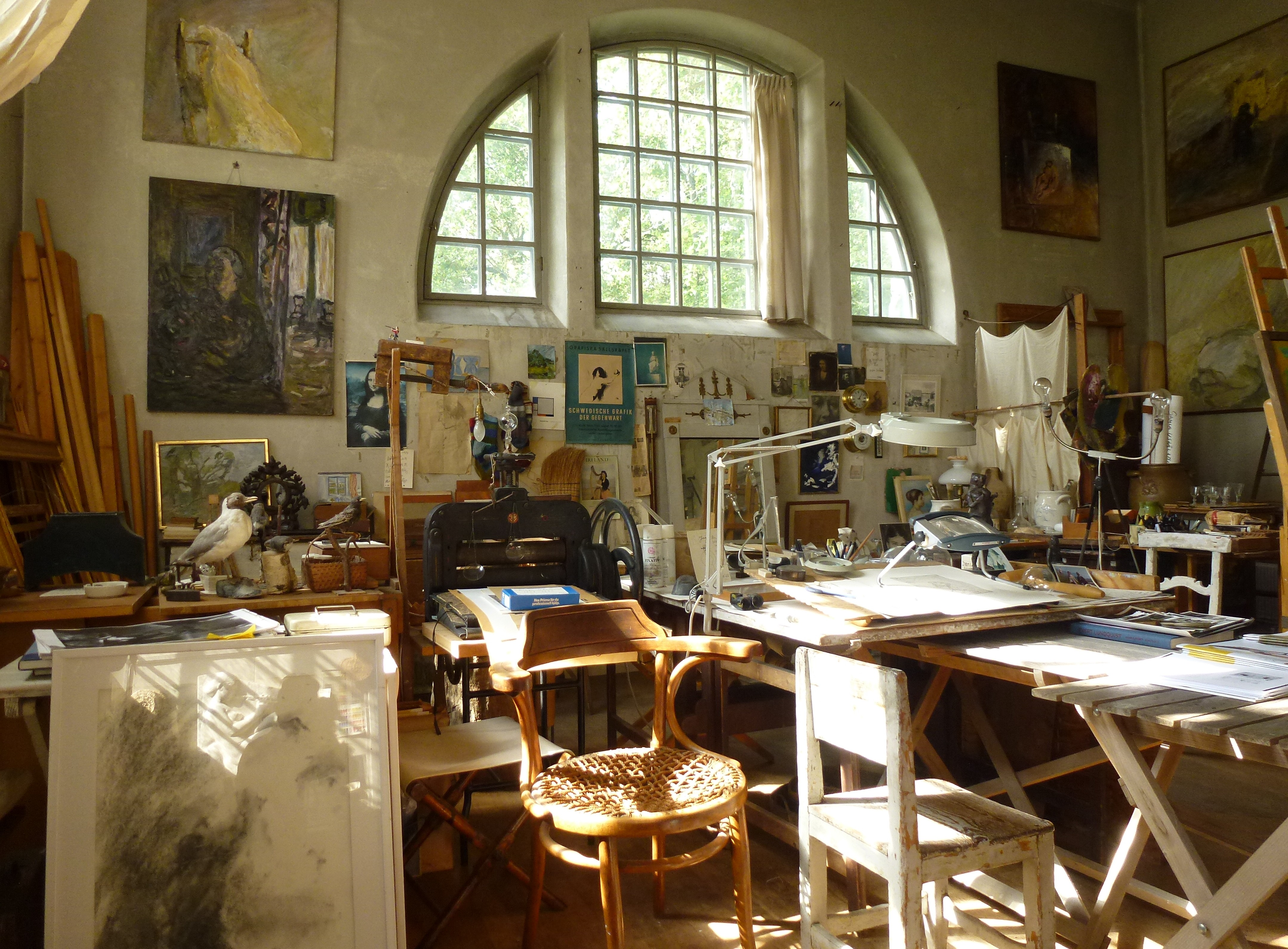
Evert Lundquists ateljémuseum

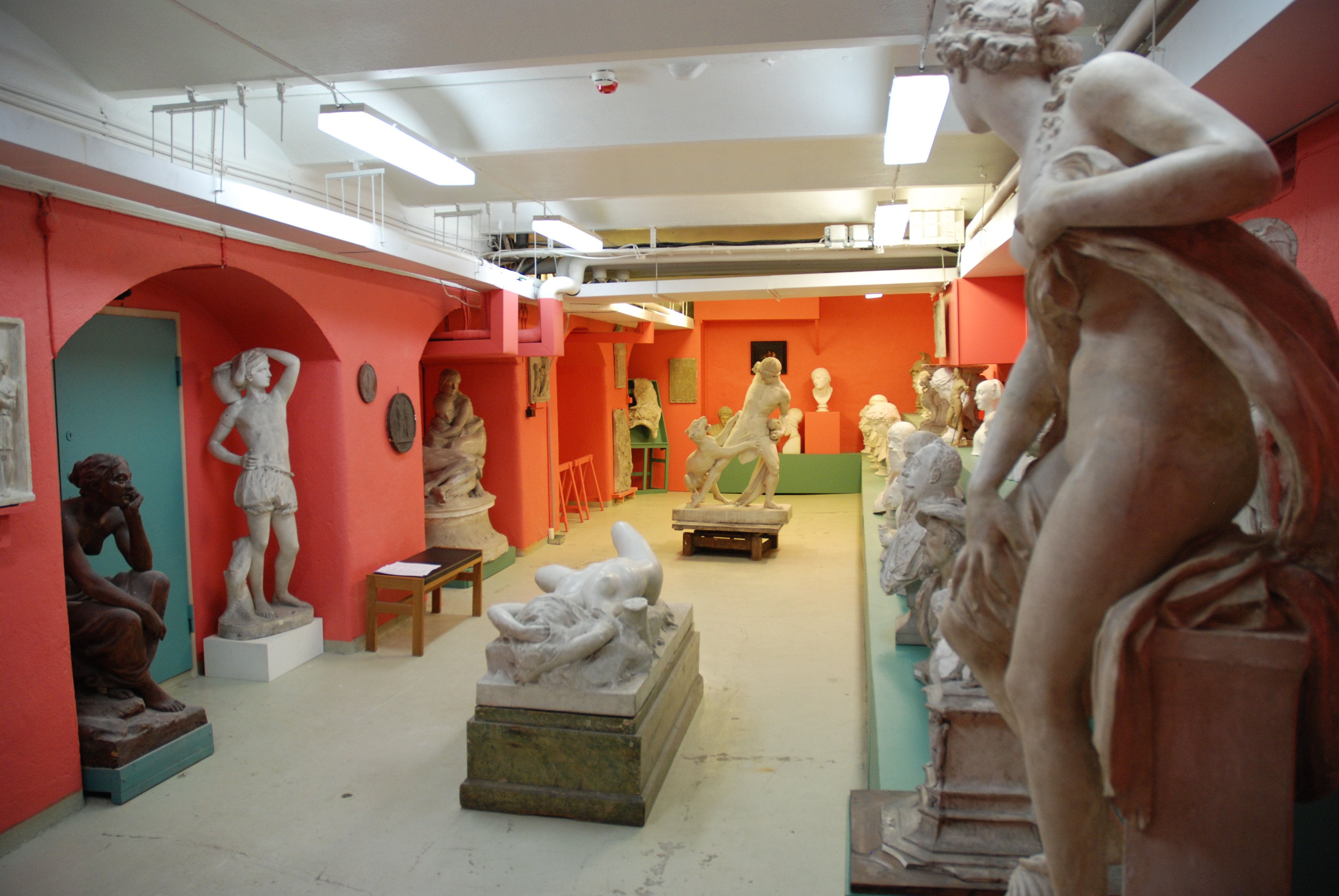
Konstakademiens skulpturmagasin

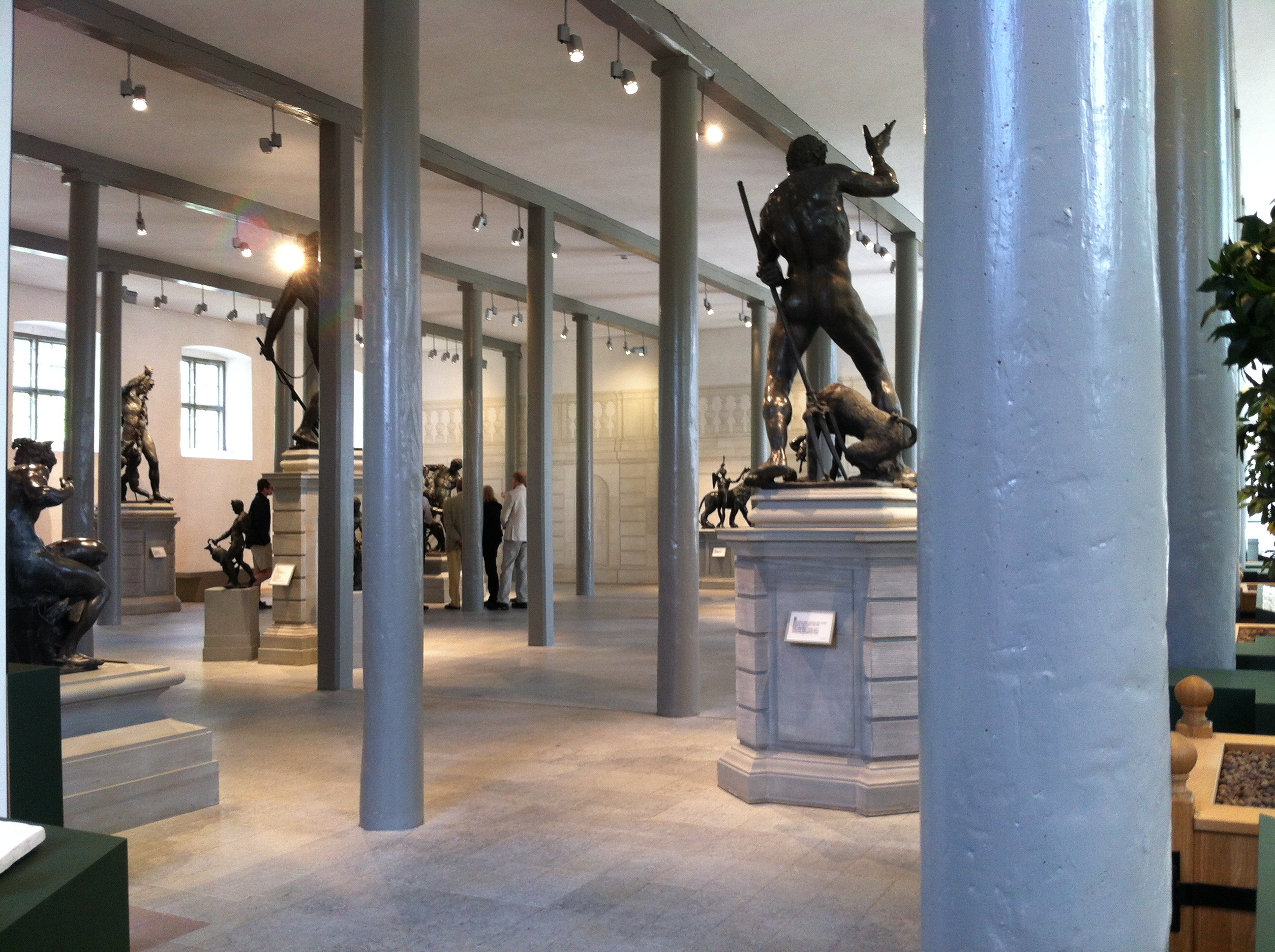
Interiör från Museum de Vries

## A
- Arkitektur- och designcentrum 59°19′33″N 18°05′06″Ö / 59.32583°N 18.08500°Ö
- Artipelag, Värmdö kommun 59°18′25″N 18°20′52″Ö / 59.30694°N 18.34778°Ö

## B
- Bonniers konsthall 59°20′13″N 18°02′34″Ö / 59.33694°N 18.04278°Ö
- Bonnierska porträttsamlingen 59°19′21.68″N 18°8′10.65″Ö / 59.3226889°N 18.1362917°Ö
- Botkyrka konsthall, Botkyrka kommun 59°11′55.60″N 17°50′05.21″Ö / 59.1987778°N 17.8347806°Ö

## C
- Carl Eldhs ateljémuseum 59°21′10″N 18°03′05″Ö / 59.35278°N 18.05139°Ö

## E
- Edsvik konsthall, Sollentuna kommun 59°26′26″N 17°57′32″Ö / 59.44056°N 17.95889°Ö
- Etnografiska museet, Stockholm  59°19′57″N 18°07′14″Ö / 59.33250°N 18.12056°Ö

## F
- Fotografiska 59°19′4.03″N 18°5′5″Ö / 59.3177861°N 18.08472°Ö
- Fullersta Bio konsthall, Huddinge kommun 59°14′24″N 17°58′22″Ö / 59.24000°N 17.97278°Ö
- Fullersta gård, Huddinge kommun 59°14′19.93″N 17°58′29.35″Ö / 59.2388694°N 17.9748194°Ö
- Färgfabriken 59°18′55″N 18°01′10″Ö / 59.31528°N 18.01944°Ö

## G
- Gustav III:s antikmuseum 59°19′38.89″N 18°4′19.49″Ö / 59.3274694°N 18.0720806°Ö
- Gustavsbergs konsthall Värmdö kommun 59°19′26.21″N 18°22′54.51″Ö / 59.3239472°N 18.3818083°Ö
- Gustavsbergs porslinsmuseum Värmdö kommun 59°19′27.74″N 18°23′1.53″Ö / 59.3243722°N 18.3837583°Ö

## H
- Haninge konsthall, Haninge kommun 59°10′3″N 18°8′23″Ö / 59.16750°N 18.13972°Ö

## I
- Index - The Swedish Contemporary Art Foundation

## J
- Jakobsbergs konsthall, Järfälla kommun 59°25′24.56″N 17°50′15.56″Ö / 59.4234889°N 17.8376556°Ö

## K
- Karby gård konstcentrum, Täby kommun 59°28′42″N 18°3′16″Ö / 59.47833°N 18.05444°Ö
- Konsthall C 59°15′13.85″N 18°4′41.20″Ö / 59.2538472°N 18.0781111°Ö
- Konstakademien 59°19′43.22″N 18°3′51.91″Ö / 59.3286722°N 18.0644194°Ö

## L
- Lidingö konsthall, Lidingö kommun 59°21′52.46″N 18°07′57.64″Ö / 59.3645722°N 18.1326778°Ö
- Liljevalchs konsthall 59°19′32″N 18°05′46″Ö / 59.32556°N 18.09611°Ö
- Evert Lundquists ateljémuseum, Ekerö kommun 59°18′55″N 17°52′50″Ö / 59.31528°N 17.88056°Ö

## M
- Marabouparken konsthall, Sundbybergs kommun 59°21′51.50″N 17°57′26.32″Ö / 59.3643056°N 17.9573111°Ö
- Magasin 3 59°20′29.4″N 18°7′3.83″Ö / 59.341500°N 18.1177306°Ö
- Medelhavsmuseet  59°19′46.24″N 18°4′2.88″Ö / 59.3295111°N 18.0674667°Ö
- Millesgården, Lidingö kommun 59°21′32″N 18°07′17″Ö / 59.35889°N 18.12139°Ö
- Moderna museet 59°19′34″N 18°05′03″Ö / 59.32611°N 18.08417°Ö
- Museum de Vries, Ekerö kommun 59°19′30.31″N 17°53′19.04″Ö / 59.3250861°N 17.8886222°Ö

## N
- Nationalmuseum  59°19′43″N 18°04′40″Ö / 59.32861°N 18.07778°Ö
- Olle Nymans ateljéer och konstnärshem, Nacka kommun 59°14′24″N 17°58′22″Ö / 59.24000°N 17.97278°Ö

## O
- Olle Olsson Hagalund-museet, Solna kommun 59°21′39.80″N 18°00′57.78″Ö / 59.3610556°N 18.0160500°Ö
- Orangerimuseet, Solna kommun 59°23′26″N 18°0′49″Ö / 59.39056°N 18.01361°Ö

## S
- Strindbergsmuseet  59°20′18.55″N 18°3′23.93″Ö / 59.3384861°N 18.0566472°Ö
- Sven-Harrys konstmuseum  59°20′22.2″N 18°02′38″Ö / 59.339500°N 18.04389°Ö
- Södertälje konsthall, Södertälje kommun 59°11′49.57″N 17°37′34.80″Ö / 59.1971028°N 17.6263333°Ö

## T
- Tensta konsthall 59°23′37″N 17°54′11″Ö / 59.39361°N 17.90306°Ö
- Thielska Galleriet  59°19′20″N 18°08′55″Ö / 59.32222°N 18.14861°Ö

## V & W
- Prins Eugens Waldemarsudde  59°19′12″N 18°06′50″Ö / 59.32000°N 18.11389°Ö
- Väsby konsthall, Upplands Väsby kommun 59°14′24″N 17°58′22″Ö / 59.24000°N 17.97278°Ö

## Ö
- Östasiatiska museet  59°19′37.89″N 18°4′54.75″Ö / 59.3271917°N 18.0818750°Ö